# 相川村 (福島県)
相川村（あいかわむら）は福島県耶麻郡にあった村。現在の喜多方市山都町相川にあたる。

## 地理
- 山：長峯
- 河川：一ノ戸川

## 歴史
- 1889年（明治22年）4月1日 - 町村制の施行により相川村が単独で自治体を形成。
- 1954年（昭和29年）3月31日 - 山都町・一ノ木村・早稲谷村および朝倉村の一部（賢谷・沼ノ平）と合併し、改めて山都町が発足。同日相川村廃止。

## 著名な出身者
- 蓮沼門三